# Бластокладиевые
Бластокладиевые (лат. Blastocladiales) — порядок грибов, принадлежащий монотипному классу Blastocladiomycetes монотипного отдела Blastocladiomycota. К бластокладиевым относят 5 семейств, 14 родов и 179 видов.
Ранее бластокладиевые относили к хитридиомицетам, в 2006 году, по результатам молекулярно-филогенетического анализа, их выделили в самостоятельный отдел.

## Экология
Это зооспоровые грибы, которые встречаются в почве и в пресной воде. В основном являются сапротрофами, развиваясь на разлагающейся живой материи.

## Систематика
- Семейство Blastocladiaceae:
  - Allomyces — Алломицес
  - Blastocladia — Бластокладия
  - Blastocladiella
  - Blastocladiopsis
  - Microallomyces
- Семейство Catenariaceae:
  - Catenaria
  - Catenomyces
  - Catenophlyctis
- Семейство Coelomomycetaceae:
  - Callimastix
  - Coelomomyces
- Семейство Physodermataceae:
  - Physoderma
- Семейство Sorochytriaceae:
  - Sorochytrium
- Род, не отнесённый к семействам:
  - Coelomycidium